# Popovi
Popovi (en serbe cyrillique : Попови) est un village de Bosnie-Herzégovine. Il est situé sur le territoire de la ville de Bijeljina et dans la république serbe de Bosnie. Selon les premiers résultats du recensement bosnien de 2013, il compte 1 314 habitants.

## Géographie
Popovi est situé dans la vallée de la Drina, sur les bords de la rivière Drinica.

## Démographie

### Évolution historique de la population dans la localité
| 1948  | 1953  | 1961  | 1971  | 1981  | 1991  | 2013  |
| ----- | ----- | ----- | ----- | ----- | ----- | ----- |
| 1 017 | 1 092 | 1 142 | 1 125 | 1 145 | 1 134 | 1 314 |

|  |